# Mejîrici, Kaniv
Mejîrici (în ucraineană Межиріч) este localitatea de reședință a comunei Mejîrici din raionul Kaniv, regiunea Cerkasî, Ucraina.

## Demografie
Componența lingvistică a localității Mejîrici
     Ucraineană (98,56%)
     Rusă (1,44%)
Conform recensământului din 2001, majoritatea populației localității Mejîrici era vorbitoare de ucraineană (98,56%), existând în minoritate și vorbitori de rusă (1,44%).